# Sture Stork
Sture Stork (Saltsjöbaden, 25 juli 1930 - Trångsund, 27 maart 2002) was een Zweeds zeiler.
Stork won tijdens de Olympische Zomerspelen 1956 de gouden medaille in de 5,5 meter klasse. Acht jaar later moest Stork genoegen nemen met de zilveren medaille.

## Resultaten

### Olympische Zomerspelen
| Jaar | Plaats    | Resultaten       |
| ---- | --------- | ---------------- |
| 1956 | Melbourne | 5,5 meter klasse |
| 1964 | Tokio     | 5,5 meter klasse |

1952: Britton Chance / Michael Schoettle / Edgar White / Sumner White
1956: Hjalmar Karlsson / Sture Stork / Lars Thörn
1960: George O’Day / Jim Hunt / Dave Smith
1964: Bill Northam / Peter O’Donnel / James Sargeant
1968: Jörgen Sundelin / Peter Sundelin / Ulf Sundelin